# Leptelmis guangxiana
Leptelmis guangxiana is een keversoort uit de familie beekkevers (Elmidae). De wetenschappelijke naam van de soort werd in 2003 gepubliceerd door Zhang, Su & Yang.